# MELD-Score
Der MELD-Score (Model for End-stage Liver Disease) gibt den Schweregrad einer Lebererkrankung an. Er wurde 2002 durch das United Network for Organ Sharing (UNOS), einer US-amerikanischen Organtransplantationsgesellschaft, eingeführt, 2003 von Eurotransplant übernommen und wird verwendet, um Patienten mit schweren Leberschäden bevorzugt ein Spenderorgan zukommen zu lassen.
Der MELD-Score basiert auf drei Laborparametern, die von Wissenschaftlern der Mayo Clinic in den USA als die zuverlässigsten Prädiktoren des Verlaufs einer schweren, transplantationspflichtigen Lebererkrankung (und damit der relativen Schwere der Krankheit und der erwarteten verbleibenden Lebensdauer) herausgefiltert wurden:
Bilirubin, Kreatinin und Blutgerinnungszeit, letztere gemessen anhand der INR (international normalized ratio). Der MELD-Score berechnet sich folgendermaßen aus diesen Parametern:
10 × (0,957 × ln(Serumkreatinin [mg/dl]) + 0,378 × ln(Bilirubin ges. [mg/dl]) + 1,12 × ln(INR) + 0,643).
Falls innerhalb der letzten Woche eine Dialyse durchgeführt wurde, wird der Kreatininwert gleich 4,0 gesetzt. Der Score wird auf Ganzzahlen gerundet, er liegt zwischen 6 und 40 Punkten. Je höher der Wert, desto höher die Wahrscheinlichkeit, binnen drei Monaten ohne Transplantation zu sterben. Es existieren Anpassungen für Patienten mit Tumoren.
Bei speziellen Grunderkrankungen gibt es zusätzlich den sogenannten Exceptional-MELD, da bei gewissen Erkrankungen die alleinige Berechnung des MELD-Score häufig nicht der tatsächlichen Bedürftigkeit für ein Spenderorgan gerecht wird. Dadurch sind diese Personen gegenüber Patienten mit einer alkohol- oder virusindizierten Leberzirrhose im Nachteil. Um dies auszugleichen, gibt es bei bestimmten Komplikationen "Extra-Punkte" in Form des Exceptional-MELD. Ein Patient mit primär sklerosierender Cholangitis (PSC) erreicht dies beispielsweise, wenn zwei der folgenden drei Kriterien zutreffen: dominante Gallengangsstenosen (Verengung der Hauptgallengänge), Reduktion des BMI um mehr als 10 % innerhalb von 12 Monaten und/oder bei zwei biliären Sepsisepisoden in 6 Monaten. Näheres wird durch die regelmäßig angepassten Richtlinien der Bundesärztekammer zur Organvermittlung zur Lebertransplantation geregelt.